# 山本進 (歴史学者)
山本 進（やまもと すすむ、1959年 -  ）は、日本の中国史学者、北九州市立大学教授。
滋賀県生まれ。1984年熊本大学文学部史学科卒。1989年名古屋大学大学院文学研究科博士後期課程満期退学。1991年北九州大学商学部専任講師、1993年北九州市立大学経済学部助教授、2006年外国語学部教授。2001年「明清時代の商人と国家」で名古屋大学博士（歴史学）。

## 著書
- 『明清時代の商人と国家』研文出版 2002
- 『清代財政史研究』汲古書院 2002
- 『清代社会経済史』創成社 2002
- 『清代の市場構造と経済政策』名古屋大学出版会 2002
- 『環渤海交易圏の形成と変容 清末民国期華北・東北の市場構造』東方書店 2009
- 『大清帝国と朝鮮経済 開発・貨幣・信用』九州大学出版会 2014
- 『朝鮮後期財政史研究 軍事・商業政策の転換』九州大学出版会 2018